# Lajia
Lajia (chinesisch 喇家遗址, Pinyin Lǎjiā yízhǐ – „Lajia-Stätte“) ist eine im Jahr 2000 entdeckte jungsteinzeitliche Stätte überwiegend der Qijia-Kultur am Nordufer des Gelben Flusses (Huang He) im Dorf Lajia (喇家村) der Großgemeinde Guanting (官亭镇) des Autonomen Kreises Minhe der Hui und Tu des Regierungsbezirks Haidong im Osten der nordwestchinesischen Provinz Qinghai. Die prähistorische ca. 4000 Jahre alte Stätte umfasst ein Gebiet von 200.000 Quadratmetern.
Bei Ausgrabungen wurden hier über 50 cm lange und 3 mm dünne Nudeln aus Rispenhirse (Panicum miliaceum) und Kolbenhirse (Setaria italica) in einer versiegelten Steingutschale geborgen.
Hier wurde auch ein Klangstein (Maße 91 × 61 × 4 cm) gefunden (Huang He qing wang 黄河磬王 „Klangstein-König des Gelben Flusses“), der als der größte seiner Art in China gilt.
Die Lajia-Stätte (Lajia yizhi 喇家遗址) steht seit 2001 auf der Liste der Denkmäler der Volksrepublik China (5-126).